# The Loco-Motion
The Loco-Motion è una canzone pop e novelty del 1962 scritta da Gerry Goffin e Carole King. 
Celebre ballo di gruppo, entrò nella top 5 statunitense tre volte - ogni volta in un diverso decennio, cantata da artisti di diverse etnie: la cantante statunitense Little Eva nel 1962 (USA: #1); la band statunitense Grand Funk Railroad nel 1974 (USA: #1); e la cantante australiana Kylie Minogue nel 1988 (USA: #3).
Sempre nel 1962 la versione francese di Sylvie Vartan Le Locomotion arriva in prima posizione in Francia.

## Versione di Little Eva
La prima registrazione della canzone fu cantata da Eva Boyd, sotto lo pseudonimo di Little Eva. All'epoca, Eva era la baby-sitter di Carole King, dopo essere stata presentata a Carol e al marito Gerry Goffin dalle The Cookies, un gruppo femminile locale. The Loco-Motion fu la prima pubblicazione dalla nuova Dimension Records company ed è entrata nella Grammy Hall of Fame Award 2016.

### Classifiche
| Classifica (1962) | Posizione massima |
| ----------------- | ----------------- |
| Canada            | 1                 |
| Norvegia          | 1                 |
| Regno Unito       | 2                 |
| Paesi Bassi       | 3                 |
| Stati Uniti       | 1                 |

## Versione dei Grand Funk Railroad
Il gruppo hard rock americano Grand Funk Railroad registrò una versione della canzone nel 1974, prodotta da Todd Rundgren. La canzone è contenuta nel loro album Shinin' On. Pubblicata come singolo, arrivò alla #1 nella Billboard Hot 100.

## Versione di Kylie Minogue
La cover di Kylie Minogue è stata eseguita per la prima volta ad un evento di beneficenza dalla cantante che era un'attrice della nota serie televisiva Neighbours. Il singolo venne stampato in Australia sotto produzione di Mike Duffy nel 1987, sotto il titolo di Locomotion, e divenne una grande hit, divenendo il singolo più venduto negli anni '80 in Australia. Sempre nello stesso anno il disco è stato stampato anche in Svezia ed Italia, con copertina e lato b diversi.
Il singolo le fece guadagnare un contratto con il trio Stock-Aitken-Waterman che fece uscire il pezzo nel mondo come terzo singolo dopo I Should Be So Lucky e Got to Be Certain, sotto il titolo di The Loco-motion.
Il pezzo, di facile ascolto, entrò immediatamente al numero #2 della classifica singoli inglese dando alla cantante il record di più alta entrata per un'artista femminile, già detenuto da Madonna. In USA andò al numero #3 vendendo 500 000 copie la prima settimana e raggiunse la numero #1 in Canada, dove vinse il premio Best International Single.

### Tracce

#### Edizione australiana, svedese e italiana (1987)
Australian cassette single
1. Locomotion — 3:17
2. Locomotion (Chugga-Motion Mix) — 7:38
3. Locomotion (Girl Meets Boy Mix) — 3:15
4. Glad to Be Alive (7" Mix) — 3:42

Australian 7" vinyl single
1. Locomotion — 3:15
2. Glad to Be Alive (7" Mix) — 3:42

Australian 12" vinyl single
1. Locomotion (Chugga-Motion Mix) — 7:38
2. Locomotion (Girl Meets Boy Mix) — 3:15
3. "Glad to Be Alive" (7" Mix) — 3:42

45 giri (Italia, Svezia)
1. Locomotion — 3:17
2. Getting Closer (7" Mix) — 3:33

Swedish 12" vinyl single
1. Locomotion (Chugga-Motion Mix) — 7:38
2. Getting Closer (Extended Oz Mix) — 4:11
3. Locomotion — 3:17

#### Edizione mondiale (1988)
UK & USA 7" vinyl single
1. The Loco-motion — 3:17
2. I'll Still Be Loving You — 3:45

UK 12" vinyl single
1. The Loco-motion (Kohaku Mix) — 5:59
2. I'll Still Be Loving You — 3:45

USA 12" vinyl single
1. The Loco-motion (Kohaku Mix) — 5:59
2. The Loco-motion (Sankie Mix) — 6:35
3. The Loco-motion — 3:17
4. I'll Still Be Loving You — 3:45

CD singolo (Germania)
1. The Loco-motion (Kohaku Mix) — 5:59
2. I'll Still Be Loving You — 3:45

### Classifiche
| Classifica (1987)                 | Posizione massima |
| --------------------------------- | ----------------- |
| Australia                         | 1                 |
| Classifica (1988)                 | Posizione massima |
| Austria                           | 3                 |
| Belgio                            | 1                 |
| Canada                            | 1                 |
| Europa                            | 1                 |
| Finlandia                         | 1                 |
| Francia                           | 5                 |
| Germania                          | 3                 |
| Giappone                          | 1                 |
| Hong Kong                         | 1                 |
| Irlanda                           | 1                 |
| Israele                           | 1                 |
| Italia                            | 5                 |
| Norvegia                          | 3                 |
| Nuova Zelanda                     | 8                 |
| Paesi Bassi                       | 6                 |
| Regno Unito                       | 2                 |
| Stati Uniti                       | 3                 |
| Stati Uniti (hot dance club play) | 4                 |
| Sudafrica                         | 1                 |
| Svizzera                          | 2                 |